# 布里斯托港
布里斯托港（英語：Port of Bristol）是位於英國英格蘭布里斯托的一座港口。布里斯托港最早發展於雅芳河和弗羅姆河的沿岸，但由於這兩條河流水深較淺，因此無法停泊大型船舶。因此布里斯托港的主要港區實際上主要位於附近的埃文茅斯等地。1991年，布里斯托港公司取得了布里斯託港150年的經營合同。現在在埃文茅斯有建設新的深水貨櫃碼頭的計劃。

## 外部連結
- The Bristol Port Company website （页面存档备份，存于）
- Port of Bristol panoramic tour from the BBC （页面存档备份，存于）

51°30′12″N 2°42′58″W / 51.50329°N 2.71621°W